# Classe Wallaby
La classe Wallaby est une classe de quatre allèges de conception australienne au service de la Royal Australian Navy (RAN) de 1981 à 2016. Ces navires de services étaient à l'origine exploités par la marine avant leurs transferts à DMS Maritime après 1997.
Leur rôle principal est le transport de carburant diesel et d'eau dessalée et l'évacuation des eaux de vidange et de ballast pour la marine australienne, bien qu'ils puissent également être utilisés pour contrôler les marées noires.

## Navires de la classe
| Nom             | Constructeur                   | Pose de la quille | Lancement | Garnison                  |
| --------------- | ------------------------------ | ----------------- | --------- | ------------------------- |
| Wallaby (8002)  | Chantier naval de Williamstown | 1978              | 1983      | Base navale de Kuttabul   |
| Wombat (8003)   | Chantier naval de Williamstown | 1978              | 1983      | Base navale de Kuttabul   |
| Wyulda (8004)   | Chantier naval de Williamstown | 1982              | 1984      | Base navale de Stirling   |
| Warrigal (8001) | Chantier naval de Williamstown | 1982              | 1984      | Base navale de Coonawarra |